# Нижний Аманак
Нижний Аманак — река в России, протекает по Похвистневскому району Самарской области. Устье реки находится в 19 километрах от устья по левому берегу реки Аманак. Длина реки — 21 км, площадь водосборного бассейна — 99 км². Притоки — Ягодная, Бордянка, Дунайка.
Названа по принимающей реке, отражает впадение на значительном удалении от истоков.

## Данные водного реестра
По данным государственного водного реестра России относится к Нижневолжскому бассейновому округу, водохозяйственный участок реки — Большой Кинель от истока и до устья, без реки Кутулук от истока до Кутулукского гидроузла. Речной бассейн реки — Волга от верхнего Куйбышевского водохранилища до впадения в Каспий.
Код объекта в государственном водном реестре — 11010000812112100008173.